# Erioconopa trivialis
Erioconopa trivialis är en tvåvingeart som först beskrevs av Johann Wilhelm Meigen 1818.  Erioconopa trivialis ingår i släktet Erioconopa och familjen småharkrankar. Arten är reproducerande i Sverige. Inga underarter finns listade i Catalogue of Life.